# Isaac Tejeira
Isaac Tejeira fue un educador y político peruano. Fue director del Colegio Peruano de la ciudad del Cusco donde, a fines del siglo XIX estudiaron personalidades como Antonio Lorena Rozas. Luis E. Valcárcel y Francisco Tamayo Pacheco. El colegio estuvo ubicado en el centro histórico del Cusco, en la calle Nueva Baja, y fue de efímera duración. Valcárcel señala que Tejeira era un maestro ejemplar
Fue elegido senador suplente por el departamento del Cusco en 1899 hasta 1904 durante los mandatos de los presidentes Nicolás de Piérola y Eduardo López de Romaña durante el inicio de la República Aristocrática.